# Sierpień 2006 w sporcie
Zobacz też: Sierpień 2006 · Zmarli w sierpniu 2006 · Sierpień 2006 w Wikinews

## 1 sierpnia

### Piłka nożna
- II runda eliminacyjna Ligi Mistrzów UEFA 2006/2007

|  | B36 Tórshavn | 0:5 (0:1) | Fenerbahçe SK |

### Siatkówka
- Liga Światowa siatkarzy 2006

| Grupa D: | Hawana | Kuba | Kuba | 0:3 (20:25, 22:25, 21:25) | Bułgaria | Bułgaria |

### Bieg na orientację
- Mistrzostwa Świata w Biegu na Orientację 2006
  - W finale konkurencji sprint wśród kobiet wygrała Australijka Hanny Allston – pierwszy medal dla Australii w historii mistrzostw, a wśród mężczyzn złoty medal zdobył Szwed Emil Wingstedt.

## 2 sierpnia

### Piłka nożna
- II runda eliminacyjna Ligi Mistrzów UEFA 2006/2007

|  | Dinamo Zagrzeb       | 5:2 (1:0) | FK Ekranas          |
|  | Spartak Moskwa       | 0:0       | Szeriff Tyraspol    |
|  | Sioni Bolnisi        | 0:2 (0:1) | Lewski Sofia        |
|  | Rabotniczki Skopje   | 4:1 (3:1) | DVSC Debreczyn      |
|  | Steaua Bukareszt     | 3:0 (1:0) | NK Gorica           |
|  | Legia Warszawa       | 2:0 (1:0) | Hafnarfjarðar       |
|  | FK Crvena zvezda     | 3:0 (2:0) | Cork City F.C.      |
|  | Dynamo Kijów         | 4:0 (1:0) | Liepājas Metalurgs  |
|  | Široki Brijeg        | 0:0       | Heart of Midlothian |
|  | Myllykosken Pallo-47 | 2:2 (1:1) | FC København        |
|  | SV Salzburg          | 2:0 (1:0) | FC Zürich           |
|  | MFK Ružomberok       | 3:1 (2:0) | Djurgårdens IF      |

### Bieg na orientację
- Mistrzostwa Świata w Biegu na Orientację 2006
  - Na długim dystansie wśród kobiet triumfowała utytułowana Szwajcarka Simone Niggli-Luder pokonując trasę 11,7 km w czasie 1 godziny 19 minut i 50,4 sekund, natomiast wśród mężczyzn złoty medal zdobył Fin Jani Lakanen pokonując dystans 17,5 km w czasie 1 godziny 45 minut i 1 sekundy.

## 3 sierpnia

### pływanie
- Mistrzostwa Europy w Pływaniu 2006 w Budapeszcie
  - Polska reprezentacja zdobyła cztery medale podczas mistrzostw Europy w pływaniu – dwa złote (Pawła Korzeniowskiego i Sławomira Kuczki) oraz dwa srebrne (Katarzyny Baranowskiej oraz sztafety na 4×200 metrów w stylu dowolnym).

## 4 sierpnia

### Piłka nożna
- 2. kolejka I ligi belgijskiej (Jupiler League)

|  | Standard Liège | 1:2 (1:1) | Charleroi SC |

- 1. kolejka I ligi bułgarskiej (Grupy A)

|  | Liteks Łowecz | 1:0 (1:0) | Spartak Warna |

- 1. kolejka I ligi francuskiej (Ligue 1)

|  | FC Nantes | 1:3 (1:1) | Olympique Lyon |

- 2. kolejka I ligi polskiej (Orange Ekstraklasy)

|  | GKS Bełchatów | 1:0 (1:0) | Widzew Łódź  |
|  | Arka Gdynia   | 0:0       | Wisła Kraków |

- 2. kolejka II ligi polskiej

|  | Górnik Polkowice | 2:2 (0:0) | Stal Stalowa Wola |
|  | KSZO Ostrowiec   | 1:0 (0:0) | Piast Gliwice     |
|  | Odra Opole       | 3:2 (1:1) | Kmita Zabierzów   |

- 1. kolejka I ligi tureckiej (Süper Ligi)

|  | BB Ankaraspor | 1:1 (1:0) | Galatasaray SK |

- 2. kolejka I ligi węgierskiej (Borsodi Liga)

|  | Zalaegerszegi TE | 1:0 (1:0) | MTK Budapeszt |

### Siatkówka
- Liga Światowa siatkarzy 2006
  - Grupa B: Finlandia – Brazylia 0:3 (17:25, 22:25, 21:25).
  - Grupa A: Stany Zjednoczone – Serbia i Czarnogóra 1:3 (25:13, 34:36, 22:25, 17:25).
  - Grupa D: Egipt – Kuba 1:3 (14:25, 21:25, 25:23, 11:25).

## 5 sierpnia

### Piłka nożna
- 4. kolejka I ligi austriackiej (T-Mobile Bundesligi)

|  | SV Pasching     | 1:2 (0:1) | SV Mattersburg |
|  | SV Salzburg     | 4:1 (2:0) | Grazer AK      |
|  | FC Wacker Tirol | 1:1 (0:1) | Austria Wiedeń |
|  | Sturm Graz      | 1:0 (0:0) | SV Ried        |

- 2. kolejka I ligi belgijskiej (Jupiler League)

|  | Aberdeen F.C.    | 0:3 (0:2) | RC Genk            |
|  | RAEC Mons        | 2:0 (0:0) | Sint-Truidense VV  |
|  | SV Zulte Waregem | 0:1 (0:0) | FC Brussels        |
|  | Cercle Brugge    | 0:0       | KSC Lokeren        |
|  | AA Gent          | 1:3 (1:1) | Excelsior Mouscron |
|  | KSK Beveren      | 0:3 (0:2) | KVC Westerlo       |
|  | RSC Anderlecht   | 1:0 (0:0) | Germinal Beerschot |

- 1. kolejka I ligi bułgarskiej (Grupy A)

|  | Łokomotiw Płowdiw | 1:0 (1:0) | Rilski Sportist Samokow |
|  | Czerno More Warna | 0:2 (0:2) | CSKA Sofia              |
|  | Rodopa Smolan     | 1:1 (1:1) | Botew Płowdiw           |
|  | Marek Dupnica     | 1:1 (1:0) | Beroe Stara Zagora      |
|  | Wichren Sandanski | 0:2 (0:1) | Łokomotiw Sofia         |

- 1. kolejka I ligi francuskiej (Ligue 1)

|  | Stade Rennais       | 1:2 (0:2) | Lille OSC       |
|  | AJ Auxerre          | 1:1 (0:1) | Valenciennes FC |
|  | Girondins Bordeaux  | 2:0 (0:0) | Toulouse FC     |
|  | Le Mans FC          | 1:0 (1:0) | OGC Nice        |
|  | RC Lens             | 1:0 (1:0) | Troyes AC       |
|  | AS Nancy            | 1:0 (0:0) | AS Monaco       |
|  | Paris Saint-Germain | 2:3 (2:1) | FC Lorient      |
|  | AS Saint-Étienne    | 1:2 (1:1) | FC Sochaux      |

- 2. kolejka I ligi polskiej (Orange Ekstraklasy)

|  | Cracovia         | 1:0 (1:0) | Odra Wodzisław |
|  | ŁKS Łódź         | 0:0       | Górnik Łęczna  |
|  | Górnik Zabrze    | 0:3 (0:2) | Pogoń Szczecin |
|  | Groclin Grodzisk | 1:1 (0:1) | Legia Warszawa |

- 2. kolejka II ligi polskiej

|  | Polonia Warszawa      | 3:4 (2:2) | Ruch Chorzów      |
|  | Podbeskidzie          | 1:0 (0:0) | Unia Janikowo     |
|  | Zagłębie Sosnowiec    | 2:1 (0:0) | Miedź Legnica     |
|  | Polonia Bytom         | 0:1 (0:1) | Zawisza Bydgoszcz |
|  | Jagiellonia Białystok | 2:1 (0:0) | Lechia Gdańsk     |

- 2. kolejka I ligi szkockiej (Scottish Premier League)

|  | Aberdeen F.C.   | 1:1 (1:0) | Inverness CT         |
|  | Falkirk F.C.    | 1:0 (1:0) | Dunfermline Athletic |
|  | Kilmarnock F.C. | 2:1 (0:1) | Hibernian Edynburg   |
|  | Rangers         | 2:2 (0:1) | Dundee United        |
|  | St. Mirren F.C. | 2:0 (1:0) | Motherwell F.C.      |

- 1. kolejka I ligi tureckiej (Süper Ligi)

|  | Kayserispor   | 1:0 (1:0) | Trabzonspor         |
|  | Fenerbahçe SK | 6:0 (2:0) | Erciyesspor Kayseri |

- 2. kolejka I ligi węgierskiej (Borsodi Liga)

|  | Rákospalotai EAC | 0:2 (0:0) | Diósgyőri VTK         |
|  | Vasas SC         | 2:2 (2:0) | Dunakanyar-Vác FC     |
|  | Pécsi Munkás FC  | 3:3 (2:0) | Auto-Trader Tatabánya |
|  | MFC Sopron       | 2:1 (1:0) | Videoton FC Fehérvár  |
|  | Budapest Honvéd  | 2:2 (1:1) | Kaposvári Rákóczi     |

- Mecze towarzyskie
  - Syria – Libia 2:1.
  - Uganda – Botswana 0:0, k. 3:1.

### Siatkówka
- Liga Światowa siatkarzy 2006
  - Grupa A: Japonia – Polska 2:3 (19:25, 28:30, 25:21, 25:18, 20:22).
  - Grupa B: Portugalia – Argentyna 2:3 (25:22, 25:20, 25:27, 16:25, 12:15).
  - Grupa D: Bułgaria – Korea Południowa 3:1 (25:21, 16:25, 25:16, 25:19).
  - Grupa C: Rosja – Chiny 3:0 (25:12, 25:17, 25:22).
  - Grupa B: Finlandia – Brazylia 1:3 (17:25, 25:27, 25:22, 17:25).
  - Grupa C: Francja – Włochy 2:3 (27:29, 27:25, 25:21, 24:26, 17:19).
  - Grupa A: Stany Zjednoczone – Serbia i Czarnogóra 3:1 (27:25, 25:22, 25:27, 25:21).

### Kolarstwo szosowe
- Marek Rutkiewicz wygrał Małopolski Wyścig Górski 2006. ( Więcej w Wikinews)

## 6 sierpnia

### Piłka nożna
- 1. kolejka Ligue 1
  - CS Sedan – Olympique Marsylia 0:0.
- 2. kolejka Scottish Premier League
  - Hearts – Celtic Glasgow 2:1.
- 2. kolejka Jupiler League
  - KSV Roeselare – Club Brugge 3:2.
- 1. kolejka Tureckiej Superligi Piłkarskiej
  - Gaziantepspor – Denizlispor 1:1.
  - Vestel Manisaspor – Beşiktaş JK 1:0.
  - Bursaspor – MKE Ankaragücü 0:0.
  - Sivasspor – Gençlerbirliği Ankara 1:2.
  - Antalyaspor – Çaykur Rizespor 0:0.
  - Konyaspor – Sakaryaspor 1:1.
- 4. kolejka T-Mobile Bundesligi
  - Rapid Wiedeń – Rheindorf Altach 3:2.
- 1. kolejka bułgarskiej ekstraklasy
  - Bełasica Petricz – Sławia Sofia 1:3.
- 2. kolejka Borsodi Liga
  - Paks – Debreceni VSC 0:0.
  - Ujpest Budapeszt – Győri ETO FC 2:0.

### Siatkówka
- Liga Światowa siatkarzy 2006
  - Grupa A: Japonia – Polska 0:3 (33:35, 21:25, 17:25).
  - Grupa B: Portugalia – Argentyna 2:3 (25:23, 29:27, 25:27, 19:25, 19:21)
  - Grupa D: Bułgaria – Korea Południowa 3:1 (25:21, 16:25, 25:16, 25:19).
  - Grupa C: Rosja – Chiny 3:2 (25:13, 21:25, 25:17, 16:25, 15:12).
  - Grupa B: Francja – Włochy 3:2 (23:25, 25:18, 26:28, 25:20, 16:14).
  - Grupa C: Egipt – Kuba 0:3 (13:25, 17:25, 23:25).

### pływanie
- Otylia Jędrzejczak zdobyła złoty medal na 200 m delfinem.
  -  czytaj w Wikinews

## 8 sierpnia

### Piłka nożna
- III runda eliminacyjna Ligi Mistrzów UEFA 2006/2007
  - Austria Wiedeń – SL Benfica 1:1.
  - Dinamo Zagrzeb – Arsenal F.C. 0:3.
- Mecz towarzyski: Iran – Zjednoczone Emiraty Arabskie 1:0.

### Skoki narciarskie
- Adam Małysz po skokach na odległość 128,5 i 129 m wygrał konkurs skoków letniej Grand Prix we włoskim Predazzo. Polak objął prowadzenie w klasyfikacji generalnej GP. To szóste w karierze zwycięstwo Małysza w zawodach Letniej Grand Prix.

## 9 sierpnia

### Piłka nożna
- III runda eliminacyjna Ligi Mistrzów UEFA 2006/2007
  - Spartak Moskwa – Slovan Liberec 0:0.
  - Szachtar Donieck – KP Legia Warszawa 1:0.
  - SV Salzburg – Valencia CF 1:0.
  - Lewski Sofia – Chievo Werona 2:0.
  - Heart of Midlothian – AEK Ateny 1:2.
  - CSKA Moskwa – MFK Ružomberok 3:0.
  - A.C. Milan – FK Crvena zvezda 1:0.
  - Galatasaray SK – FK Mladá Boleslav 5:2.
  - Standard Liège – Steaua Bukareszt 2:2.
  - FC København – Ajax Amsterdam 1:2.
  - Hamburger SV – CA Osasuna 0:0.
  - Dynamo Kijów – Fenerbahçe SK 3:1.
  - Liverpool – Maccabi Hajfa 2:1.
  - Lille OSC – Rabotniczki Skopje 3:1.
- Mecze towarzyskie
  - Jordania – Irak 0:1.
  - Makau – Chińskie Tajpej 0:1.
  - Japonia – Trynidad i Tobago 2:0.
  - Arabia Saudyjska – Bahrajn 1:0.

## 11 sierpnia

### Piłka nożna
- 3. kolejka Orange Ekstraklasy
  - Widzew Łódź – ŁKS Łódź 2:1.
- 3. kolejka II ligi polskiej w piłce nożnej
  - Ruch Chorzów – Odra Opole 1:0.
  - Piast Gliwice – Jagiellonia Białystok 0:2 .
  - Zawisza Bydgoszcz – Śląsk Wrocław 2:0.
- 1. kolejka Bundesligi
  - Bayern Monachium – Borussia Dortmund 2:0.
- 2. kolejka Tureckiej Superligi Piłkarskiej
  - Beşiktaş JK – Gaziantepspor 2:1.
- Mecz towarzyski: Etiopia – Kenia 1:0.

### Siatkówka
- Liga Światowa siatkarzy 2006
  - Grupa C: Włochy – Chiny 3:0 (25:18, 25:21, 25:20).

## 12 sierpnia

### Piłka nożna
- 3. kolejka Orange Ekstraklasy
  - Pogoń Szczecin – Arka Gdynia 0:0.
  - Górnik Łęczna – Górnik Zabrze 0:2.
  - Legia Warszawa – GKS Bełchatów 1:2.
  - Odra Wodzisław Śląski – Groclin Grodzisk Wielkopolski 0:0.
  - Zagłębie Lubin – Cracovia 4:3.
  - Korona Kielce – Lech Poznań 2:2.
- 3. kolejka II ligi polskiej w piłce nożnej
  - Miedź Legnica – KSZO Ostrowiec Świętokrzyski 1:2.
  - ŁKS Łomża – Zagłębie Sosnowiec (odwołany).
  - Stal Stalowa Wola – Polonia Warszawa 1:0.
  - Lechia Gdańsk – Podbeskidzie Bielsko-Biała 3:1.
  - Unia Janikowo – Górnik Polkowice 0:0.
- 1. kolejka Bundesligi
  - Hamburger SV – Arminia Bielefeld 1:1.
  - FC Schalke 04 – Eintracht Frankfurt 1:1.
  - Bayer 04 Leverkusen – Alemannia Aachen 3:0.
  - VfB Stuttgart – 1. FC Nürnberg 0:3.
  - Borussia Mönchengladbach – Energie Cottbus 2:0.
  - FSV Mainz – VfL Bochum 2:1.
- 2. kolejka Ligue 1
  - FC Lorient – Girondins Bordeaux 0:1.
  - Olympique Lyon – Toulouse FC 1:1.
  - AS Monaco – AS Saint-Étienne 1:2.
  - AS Nancy – CS Sedan Ardennes 3:1.
  - OGC Nice – FC Nantes 1:1.
  - FC Sochaux – AJ Auxerre 1:1.
  - Troyes AC – Le Mans FC 2:2.
  - Valenciennes CF – Paris Saint-Germain 0:0.
- 3. kolejka Scottish Premier League
  - Celtic Glasgow – St Mirren F.C. 2:0.
  - Hearts – Falkirk F.C. 0:0.
  - Inverness CT – Hibernian Edynburg 0:0.
  - Kilmarnock F.C. – Dundee United 0:0.
  - Motherwell F.C. – Aberdeen F.C. 0:2.
- 2. kolejka Tureckiej Superligi Piłkarskiej
  - Gençlerbirliği Ankara – Fenerbahçe SK 0:0.
- 5. kolejka T-Mobile Bundesligi
  - Austria Wiedeń – Rapid Wiedeń 0:0.
  - SV Pasching – SV Salzburg 1:1.
  - SC Rheindorf Altach – Sturm Graz 4:1.
- 2. kolejka bułgarskiej ekstraklasy
  - Lewski Sofia – Spartak Warna 3:0.
  - Beroe Stara Zagora – Rodopa Smolan 2:1
  - Botew Płowdiw – Bełasica Petricz 3:1.
  - Sławia Sofia – Czerno More Warna 0:0.
- Mecz towarzyski: Hongkong – Singapur 1:2.

### Siatkówka
- Liga Światowa siatkarzy 2006
  - Grupa B: Brazylia – Finlandia 3:1 (22:25, 25:19, 25:19, 25:20).
  - Grupa D: Korea Południowa – Egipt 3:2 (25:19, 21:25, 25:20, 21:25, 15:13).
  - Grupa A: Polska – Stany Zjednoczone 3:2 (17:25, 21:25, 25:19, 25:23, 17:15).
  - Grupa D: Bułgaria – Kuba 2:3 (22:25, 27:29, 25:13, 25:15, 14:16).
  - Grupa B: Argentyna – Portugalia 3:0 (25:22, 25:18, 30:28).
  - Grupa A: Serbia i Czarnogóra – Japonia 3:0 (26:24, 25:17, 25:19).
  - Grupa C: Francja – Rosja 0:3 (23:25, 24:26, 18:25).
  - Grupa C: Włochy – Chiny 3:0 (25:14, 25:22, 25:13).

### Żużel
- Grand Prix
  - Andreas Jonsson odniósł pierwsze zwycięstwo w turnieju Grand Prix. W rozegranym dziś GP Skandynawii wyprzedził w finale Hansa Andersena i Leigha Adamsa. Jarosław Hampel zajął 8 pozycję, Piotr Protasiewicz 13, natomiast Tomasz Gollob był 14.

## 13 sierpnia

### Piłka nożna
- 3. kolejka II ligi polskiej w piłce nożnej
  - Kmita Zabierzów – Polonia Bytom 3:3.
- 1. kolejka Bundesligi
  - Hannover 96 – Werder Brema 2:4.
  - VfL Wolfsburg – Hertha BSC 0:0.
- 2. kolejka Ligue 1
  - Lille OSC – RC Lens 4:0.
  - Olympique Marsylia – Stade Rennais 2:0.
- 3. kolejka Scottish Premier League
  - Dunfermline – Rangers 1:1.
- 2. kolejka Tureckiej Superligi Piłkarskiej
  - Trabzonspor – Vestel Manisaspor 1:1.
  - Çaykur Rizespor – Sivasspor 1:1.
  - Erciyesspor Kayseri – Bursaspor 2:1.
  - Denizlispor – Konyaspor 0:1.
  - MKE Ankaragücü – BB Ankaraspor 1:1.
  - Sakaryaspor – Antalyaspor 0:0.
  - Galatasaray SK – Kayserispor 4:0.
- 5. kolejka T-Mobile Bundesligi
  - SV Mattersburg – Rapid Wiedeń 0:0.
- 2. kolejka bułgarskiej ekstraklasy
  - CSKA Sofia – Łokomotiw Płowdiw 3:0.
  - Łokomotiw Sofia – Marek Dupnica 1:0.
  - Rilski Sportist Samokow – Liteks Łowecz 1:3.
- Mecz towarzyski: Etiopia – Kenia 1:0.

### Rajdowe mistrzostwa świata
- Rajd Niemiec 2006
  - Zwycięzcą rajdu Niemiec został w tym roku Francuz Sébastien Loeb z przewagą 34 sekund nad drugim Hiszpanem Danielem Sordo i ponad dwóch minut nad trzecim Finem Marcusem Grönholmem. Jedyny Polak, Michał Kościuszko, zajął 46. pozycję w rajdzie ze stratą ponad godziny do zwycięzcy.

### Siatkówka
- Liga Światowa siatkarzy 2006
  - Grupa B: Brazylia – Finlandia 3:1 (25:23, 25:21, 23:25, 25:23).
  - Grupa D: Korea Południowa – Egipt 3:1 (21:25, 25:22, 28:26, 25:19).
  - Grupa C: Francja – Rosja 3:2 (25:17, 18:25, 25:20, 16:25, 15:9).
  - Grupa D: Bułgaria – Kuba 3:0 (30:28, 25:19, 25:21).
  - Grupa B: Argentyna – Portugalia 3:0 (25:22, 32:30, 25:22).
  - Grupa A: Polska – Stany Zjednoczone 3:0 (25:22, 25:19, 25:23).
  - Grupa A: Serbia i Czarnogóra – Japonia 3:1 (25:18, 25:20, 21:25, 25:21).

### Żużel
- Ekstraliga żużlowa 2006
  - Rozegrano 1 kolejkę rundy finałowej Ekstraligi żużlowej. Lider rozgrywek Atlas Wrocław pokonał u siebie Budlex Polonię Bydgoszcz 54:35. Wicelider Złomrex Włókniarz Częstochowa pokonał na wyjeździe broniącą tytułu Unię Tarnów 51:39. W grupie spadkowej Marma Polskie Folie Rzeszów rozgromiła Adrianę Toruń 62:27, natomiast Unia Leszno pokonała RKM Rybnik 51:39.

## 15 sierpnia

### Piłka nożna
- 2. kolejka II ligi polskiej w piłce nożnej
  - Śląsk Wrocław – ŁKS Łomża 0:0.
- Mecze towarzyskie
  - Ukraina – Azerbejdżan 6:0.
  - Walia – Bułgaria 0:0.
  - Islandia – Hiszpania 0:0.
  - Słowenia – Irlandia 1:1.
  - Słowacja – Malta 3:0.
  - Ghana – Togo 2:0.

### Żużel
- Indywidualne Mistrzostwa Polski 2006
  - Tomasz Gollob po raz siódmy został indywidualnym mistrzem Polski. Drugie miejsce zajął Wiesław Jaguś, trzecie Sebastian Ułamek. W czołówce byli pozostali Polacy w Grand Prix: Jarosław Hampel był 4., Piotr Protasiewicz 7.

## 16 sierpnia

### Piłka nożna
- Ranking FIFA na sierpień 2006:

1. (1) Brazylia – 1649 pkt.
2. (2) Włochy – 1550
3. (3) Argentyna – 1479
4. (4) Francja – 1462
5. (5) Anglia – 1434
6. (6) Holandia – 1322
7. (7) Hiszpania – 1309
8. (8) Portugalia – 1301
9. (9) Niemcy – 1229
10. (10) Czechy – 1223

30. (30) Polska – 805
- Eliminacje do Mistrzostw Europy w piłce nożnej 2008
  - Grupa A: Belgia – Kazachstan 0:0.
  - Grupa B: Wyspy Owcze – Gruzja 0:6.
  - Grupa E: Estonia – Macedonia 0:1.
- Eliminacje do Pucharu Azji 2007
  - Grupa A: Indie – Arabia Saudyjska 0:3.
  - Grupa A: Japonia – Jemen 2:0.
  - Grupa B: Chińskie Tajpej – Korea Południowa 0:3.
  - Grupa B: Iran – Syria 1:1.
  - Grupa C: Pakistan – Oman 1:4.
  - Grupa C: Jordania – Zjednoczone Emiraty Arabskie 1:2.
  - Grupa D: Australia – Kuwejt 2:0.
  - Grupa E: Chiny – Singapur 1:0.
  - Grupa F: Bangladesz – Katar 1:4.
  - Grupa F: Uzbekistan – Hongkong 2:2.
- Mecze towarzyskie
  - Mołdawia – Litwa 3:2.
  - Rumunia – Cypr 2:0.
  - Egipt – Urugwaj 0:2.
  - Białoruś – Andora 3:0.
  - Dania – Polska 2:0.
  - Senegal – Wybrzeże Kości Słoniowej 1:0.
  - Czechy – Serbia 1:3.
  - Austria – Węgry 1:2.
  - Irlandia – Holandia 0:4.
  - Niemcy – Szwecja 3:0.
  - Włochy – Chorwacja 0:2.
  - Bośnia i Hercegowina – Francja 1:2.
  - Liechtenstein – Szwajcaria 0:3.
  - Rosja – Łotwa 1:0.
  - Finlandia – Irlandia Północna 1:2.
  - Norwegia – Brazylia 1:1.
  - Anglia – Grecja 4:0.
  - Maroko – Burkina Faso 1:0.
  - Libia – Uganda 3:2.
  - Tunezja – Mali 0:1.
  - Kamerun – Gwinea 1:1.
  - San Marino – Albania 0:3.
  - Namibia – Republika Południowej Afryki 0:1.
  - Luksemburg – Turcja 0:1.
  - Gwatemala – Haiti 1:1.

## 17 sierpnia

### Piłka nożna
- Eliminacje do Pucharu Azji 2007
  - Grupa E: Palestyna – Irak 0:3.
- Mecze towarzyskie
  - Wenezuela – Honduras 0:0.
  - Chile – Kolumbia 1:2.
  - Peru – Panama 0:2.

## 18 sierpnia

### Piłka nożna
- 4. kolejka Orange Ekstraklasy
  - Górnik Zabrze – Widzew Łódź 0:0.
- 2. kolejka Bundesligi
  - 1. FC Nürnberg – Borussia Mönchengladbach 1:0.
- 1. kolejka Eredivisie
  - Sparta Rotterdam – SBV Vitesse 1:2.

### Siatkówka
- Liga Światowa siatkarzy 2006
  - Grupa A: Serbia i Czarnogóra – Stany Zjednoczone 3:2 (21:25, 24:26, 25:16, 25:16, 15:13).
  - Grupa D: Egipt – Bułgaria 0:3 (20:25, 19:25, 11:25).
  - Grupa D: Kuba – Korea Południowa 3:0 (25:17, 25:19, 25:13).

## 19 sierpnia

### Piłka nożna
- 4. kolejka Orange Ekstraklasy
  - Lech Poznań – Cracovia 3:4.
  - Groclin Grodzisk Wielkopolski – Zagłębie Lubin 0:0.
  - GKS Bełchatów – Odra Wodzisław Śląski 5:1.
  - Arka Gdynia – Górnik Łęczna (przełożony).
  - Wisła Płock – Pogoń Szczecin 2:1.
  - Górnik Łęczna – Arka Gdynia 1:0.
  - ŁKS Łódź – Legia Warszawa 2:1.
- 1. kolejka Premier League
  - Sheffield United F.C. – Liverpool F.C. 1:1.
  - Reading F.C. – Middlesbrough F.C. 3:2.
  - Portsmouth F.C. – Blackburn Rovers 3:0.
  - Arsenal F.C. – Aston Villa 1:1.
  - Everton F.C. – Watford F.C. 2:1.
  - West Ham United F.C. – Charlton Athletic 3:1.
  - Newcastle United F.C. – Wigan Athletic 2:1.
  - Bolton Wanderers – Tottenham Hotspur F.C. 2:0.
- 2. kolejka Bundesligi
  - Werder Brema – Bayer 04 Leverkusen 2:1.
  - Hertha BSC – Hannover 96 4:0.
  - Borussia Dortmund – 1. FSV Mainz 05 1:1.
  - Eintracht Frankfurt – VfL Wolfsburg 0:0.
  - Alemannia Aachen – Schalke 04 Gelsenkirchen 0:1.
  - Energie Cottbus – Hamburger SV 2:2.
- 3. kolejka Ligue 1
  - AJ Auxerre – Olympique Marsylia 0:3.
  - Le Mans FC – Valenciennes CF 3:2.
  - RC Lens – FC Lorient 1:1.
  - FC Nantes – Troyes AC 1:1.
  - Paris Saint-Germain – Lille OSC 1:0.
  - Stade Rennais – AS Monaco 1:1.
  - AS Saint-Étienne – AS Nancy 1:0.
  - CS Sedan Ardennes – FC Sochaux 1:1.
- 1. kolejka Eredivisie
  - ADO Den Haag – SC Heerenveen 2:3.
  - Willem II Tilburg – FC Utrecht 2:1.
  - SBV Excelsior – Roda JC Kerkrade 0:1.
  - AZ Alkmaar – NAC Breda 8:1.
- 3. kolejka Jupiler League
  - RC Genk – Standard Liège 1:1.
  - SV Zulte Waregem – Lierse SK 2:1.
  - Germinal Beerschot – RAEC Mons 2:1.
  - Club Brugge – SK Beveren 2:0.
  - Excelsior Mouscron – KSV Roeselare 2:2.
  - Charleroi SC – Cercle Brugge 2:1.
  - FC Brussels – Sint-Truidense VV 2:2.
- COSAFA Cup 2006
  - Półfinał: Zambia – Botswana 1:0.

### Siatkówka
- Liga Światowa siatkarzy 2006
  - Grupa B: Brazylia – Portugalia 3:1 (22:25, 25:21. 25:20, 25:18).
  - Grupa A: Polska – Japonia 3:1 (24:26, 25:23, 25:23, 25:13).
  - Grupa C: Francja – Chiny 3:1 (25:18, 25:17, 22:25, 27:25).
  - Grupa B: Argentyna – Finlandia 3:2 (22:25, 36:34, 25:18, 27:29, 15:12).
  - Grupa C: Rosja – Włochy (22:25, 27:29, 24:26).
  - Grupa A: Serbia i Czarnogóra – Stany Zjednoczone 3:0 (25:23, 25:15, 25:23).
  - Grupa D: Kuba – Korea Południowa 3:0 (25:18, 25:18, 25:21).

### Koszykówka
- Mistrzostwa Świata w Koszykówce Mężczyzn 2006
  - Grupa A: Wenezuela – Liban 72:82.
  - Grupa A: Serbia i Czarnogóra – Nigeria 75:82.
  - Grupa A: Argentyna – Francja 80:70.
  - Grupa B: Niemcy – Japonia 81:70.
  - Grupa B: Angola – Panama 83:70.
  - Grupa B: Hiszpania – Nowa Zelandia 86:70.
  - Grupa C: Brazylia – Australia 77:83.
  - Grupa C: Grecja – Katar 84:64.
  - Grupa C: Turcja – Litwa 76:74.
  - Grupa D: Portoryko – Stany Zjednoczone 100:111.
  - Grupa D: Słowenia – Senegal 96:79.
  - Grupa D: Chiny – Włochy 69:84.

### Żużel
- Eliminacje do Grand Prix 2007
  - Wiesław Jaguś nieoczekiwanie zwyciężył wielki finał eliminacji do Grand Prix 2007. Ponadto w Grand Prix 2007 wystąpią Norweg Rune Holta oraz Duńczyk Hans Niklas Andersen. Piotr Protasiewicz zajął 8 pozycję, Robert Kościecha był 15. Wcześniej, z powodu kontuzji, w występu zrezygnował Janusz Kołodziej. Więcej...

## 20 sierpnia

### Piłka nożna
- 4. kolejka Orange Ekstraklasy
  - Wisła Kraków – Korona Kielce 2:0.
- 1. kolejka Premier League
  - Manchester United – Fulham F.C. 5:1.
  - Chelsea F.C. – Manchester City 3:0.
- 2. kolejka Bundesligi
  - Arminia Bielefeld – VfB Stuttgart 2:3.
  - VfL Bochum – Bayern Monachium 1:2.
- 3. kolejka Ligue 1
  - Toulouse FC – OGC Nice 1:0.
  - Girondins Bordeaux – Olympique Lyon 1:2.
- 1. kolejka Eredivisie
  - Ajax Amsterdam – RKC Waalwijk 5:0.
  - FC Groningen – Feyenoord 3:0.
  - Heracles Almelo – FC Twente 3:0.
  - PSV Eindhoven – NEC Nijmegen 3:1.
- 3. kolejka Jupiler League
  - KVC Westerlo – RSC Anderlecht 3:4.
  - KSC Lokeren – AA Gent 1:1.

### Rajdowe mistrzostwa świata
- Rajd Finlandii 2006
  - Zwycięzcą tegorocznego Rajdu Finlandii został Marcus Grönholm, drugi ze stratą ponad minuty był Francuz Sébastien Loeb, a trzeci ze stratą półtorej minuty Mikko Hirvonen. Spośród Polaków tylko Maciej Oleksowicz ukończył rajd, zajął 29. miejsce ze stratą 38 i pół minuty do zwycięzcy. Michał Kościuszko wypadł z trasy.

### Siatkówka
- Liga Światowa siatkarzy 2006
  - Grupa B: Brazylia – Portugalia 3:1 (25:17, 32:34, 25:20, 25:17).
  - Grupa C: Francja – Chiny 3:0 (25:22, 25:22, 25:18).
  - Grupa B: Argentyna – Finlandia 0:3 (19:25, 19:25, 17:25).
  - Grupa C: Rosja – Włochy 2:3 (17:25, 25:22, 17:25, 25:22, 6:15).
  - Grupa A: Polska – Japonia 3:2 (22:25, 25:18, 25:19, 23:25, 22:20).
  - Grupa D: Egipt – Bułgaria 0:3 (20:25, 19:25, 16:25).

### Siatkówka plażowa
- Mistrzostwa Europy do lat 20
  - W słoweńskiej miejscowości Ankaran polska para Krzysztof Orman/Grzegorz Fijałek wywalczyła srebrny medal mistrzostw Europy do lat 20 w siatkówce plażowej. Młodzi Polacy przegrali w finale z niemiecką parą: Jonathan Erdmann/Stefan Windscheif 1:2 (17:21; 21:16; 11:15).

### Koszykówka
- Mistrzostwa Świata w Koszykówce Mężczyzn 2006
  - Grupa A: Nigeria – Wenezuela 77:84.
  - Grupa A: Liban – Argentyna 72:107.
  - Grupa A: Francja – Serbia i Czarnogóra 65:61.
  - Grupa B: Japonia – Angola 62:87.
  - Grupa B: Nowa Zelandia – Niemcy 56:80.
  - Grupa B: Panama – Hiszpania 57:101.
  - Grupa C: Katar – Brazylia 66:97.
  - Grupa C: Australia – Turcja 68:76.
  - Grupa C: Litwa – Grecja 76:81.
  - Grupa D: Senegal – Portoryko 79:88.
  - Grupa D: Włochy – Słowenia 80:76.
  - Grupa D: Stany Zjednoczone – Chiny 121:90.

### Żużel
- 16. kolejka Ekstraligi żużlowej
  - Złomrex Włókniarz Częstochowa – Atlas Wrocław 43:47
  - Budlex Polonia Bydgoszcz – Unia Tarnów 53:36
  - RKM Rybnik – Marma Polskie Folie Rzeszów 43:47
  - Adriana Toruń – Unia Leszno 50:40

## 21 sierpnia

### Koszykówka
- Mistrzostwa Świata w Koszykówce Mężczyzn 2006
  - Grupa A: Argentyna – Wenezuela 96:54.
  - Grupa A: Serbia i Czarnogóra – Liban 104:57.
  - Grupa A: Francja – Nigeria 64:53.
  - Grupa B: Angola – Nowa Zelandia 95:73.
  - Grupa B: Niemcy – Hiszpania 71:92.
  - Grupa B: Japonia – Panama 78:61.

## 22 sierpnia

### Piłka nożna
- III runda eliminacyjna Ligi Mistrzów UEFA 2006/2007
  - Maccabi Hajfa – Liverpool F.C. 1:1 (suma 2:3).
  - SL Benfica – Austria Wiedeń 3:0 (suma 4:1).
  - Valencia CF – SV Salzburg 3:0 (suma 3:1).
  - FK Crvena zvezda – A.C. Milan 1:2 (suma 1:3).
  - CA Osasuna – Hamburger SV 1:1 (suma 1:1).
- 2. kolejka Premier League
  - Watford F.C. – West Ham United F.C. 1:1.
  - Tottenham Hotspur F.C. – Sheffield United F.C. 2:0.

### Koszykówka
- Mistrzostwa Świata w Koszykówce Mężczyzn 2006
  - Grupa C: Litwa – Katar 106:65.
  - Grupa C: Grecja – Australia 72:69.
  - Grupa C: Turcja – Brazylia 73:71.
  - Grupa D: Portoryko – Chiny 90:87.
  - Grupa D: Włochy – Senegal 64:56.
  - Grupa D: Słowenia – Stany Zjednoczone 95:114.

## 23 sierpnia

### Piłka nożna
- III runda eliminacyjna Ligi Mistrzów UEFA 2006/2007
  - Spartak Moskwa – Slovan Liberec 2:1 (suma 2:1).
  - KP Legia Warszawa – Szachtar Donieck 2:3 (suma 2:4).
  - Arsenal FC – Dinamo Zagrzeb 2:1 (suma 5:1).
  - Chievo Werona – Lewski Sofia 2:2 (suma 2:4).
  - AEK Ateny – Heart of Midlothian 3:0 (suma 5:1).
  - MFK Ružomberok – CSKA Moskwa 0:2 (suma 0:5).
  - FK Mladá Boleslav – Galatasaray SK 1:1 (suma 3:6).
  - Steaua Bukareszt – Standard Liège 2:1 (suma 4:3).
  - Ajax Amsterdam – FC København 0:2 (suma 2:3).
  - Fenerbahçe SK – Dynamo Kijów 2:2 (suma 5:3).
  - Rabotniczki Skopje – Lille OSC 0:1 (suma 1:4).
- 2. kolejka Premier League
  - Aston Villa – Reading F.C. 2:1.
  - Blackburn Rovers – Everton F.C. 1:1.
  - Charlton Athletic – Manchester United 0:3.
  - Fulham F.C. – Bolton Wanderers 1:1.
  - Manchester City – Portsmouth F.C. 0:0.
  - Middlesbrough F.C. – Chelsea F.C. 2:1.

### Koszykówka
- Mistrzostwa Świata w Koszykówce Mężczyzn 2006
  - Grupa A: Nigeria – Argentyna 64:98.
  - Grupa A: Wenezuela – Serbia i Czarnogóra 65:90.
  - Grupa A: Liban – Francja 74:73.
  - Grupa B: Hiszpania – Angola 93:83.
  - Grupa B: Panama – Niemcy 63:81.
  - Grupa B: Nowa Zelandia – Japonia 60:57.
  - Grupa C: Australia – Litwa 57:78.
  - Grupa C: Katar – Turcja 69:76.
  - Grupa C: Brazylia – Grecja 80:91.
  - Grupa D: Senegal – Chiny 83:100.
  - Grupa D: Portoryko – Słowenia 82:90.
  - Grupa D: Stany Zjednoczone – Włochy 94:85.

### Siatkówka
- Liga Światowa siatkarzy 2006
  - Grupa E: Rosja – Serbia i Czarnogóra 3:0 (25:20, 26:24, 25:18).
  - Grupa F: Brazylia – Bułgaria 0:3 (17:25, 23:25, 20:25).
  - Mecz dodatkowy: Francja – Włochy 3:2 (25:18, 23:25, 23:25, 25:20, 15:11).

## 24 sierpnia

### Siatkówka
- Liga Światowa siatkarzy 2006
  - Grupa E: Francja – Rosja 2:3 (23:25, 25:21, 22:25, 25:21, 10:15).
  - Grupa F: Włochy – Brazylia 1:3 (14:25, 25:17, 19:25, 21:25).
  - Mecz dodatkowy: Serbia i Czarnogóra – Bułgaria 0:3 (24:26, 20:25, 24:26).

## 25 sierpnia

### Piłka nożna
- Superpuchar Europy UEFA 2006
  - FC Barcelona – Sevilla FC 0:3.
- 5. kolejka Orange Ekstraklasy
  - Zagłębie Lubin – GKS Bełchatów 2:1.
  - Cracovia – Groclin Grodzisk Wielkopolski 1:1.

### Siatkówka
- Liga Światowa siatkarzy 2006
  - Grupa E: Serbia i Czarnogóra – Francja 3:2 (26:24, 22:25, 25:19, 20:25, 18:16).
  - Grupa E: Włochy – Bułgaria 3:0 (25:20, 29:27, 25:19).
  - Grupa F: Rosja – Brazylia 2:3 (25:15, 18:25, 25:13, 24:26, 12:15).

### Koszykówka
- Mistrzostwa Świata w Koszykówce Mężczyzn 2006
  - Grupa A: Serbia i Czarnogóra – Argentyna 79:83.
  - Grupa A: Liban – Nigeria 72:95.
  - Grupa A: Francja – Wenezuela 81:61.
  - Grupa B: Angola – Niemcy 103:108.
  - Grupa B: Nowa Zelandia – Panama 86:75.
  - Grupa B: Japonia – Hiszpania 55:104.
  - Grupa C: Australia – Katar 93:46.
  - Grupa C: Litwa – Brazylia 79:74.
  - Grupa C: Grecja – Turcja 76:69.
  - Grupa D: Słowenia – Chiny 77:78.
  - Grupa D: Włochy – Portoryko 73:72.
  - Grupa D: Stany Zjednoczone – Senegal 103:58.

## 26 sierpnia

### Piłka nożna
- 5. kolejka Orange Ekstraklasy
  - Pogoń Szczecin – Korona Kielce 1:1.
  - Widzew Łódź – Arka Gdynia 1:1.
  - Odra Wodzisław – ŁKS Łódź 1:2.
  - Legia Warszawa – Górnik Zabrze 3:2.

### Siatkówka
- Liga Światowa siatkarzy 2006
  - Półfinał: Bułgaria – Francja 0:3 (21:25, 20:25, 20:25).
  - Półfinał: Rosja – Brazylia 1:3 (19:25, 19:25, 29:27, 27:29).

### Skoki narciarskie
- Letnia GP w skokach narciarskich w Zakopanem
  - Adam Małysz zwyciężył w zawodach Letniej GP w Zakopanem na Wielkiej Krokwi. W skokach na 127 i 128 metrów uzyskał notę łączną 257 pkt. Drugi w konkursie, Austriak Gregor Schlierenzauer, który osiągnął odległość dnia (131 m), zdobył 253,3 pkt. Trzecie miejsce ex aequo zajęli Słoweniec Jernej Damjan i Norweg Anders Bardal (obaj 252 pkt.).

Do drugiej serii zakwalifikowało się także dwóch innych Polaków, Rafał Śliż (ostatecznie 17.) oraz Kamil Stoch (21.)
Małysz dzięki zwycięstwu, objął prowadzenie w klasyfikacji generalnej cyklu (345 pkt. – 15 punktów przewagi nad Schlierenzauerem).

### Formuła 1
- Grand Prix Turcji Formuły 1
  - Polski zawodnik teamu BMW Sauber – Robert Kubica zajął 8. miejsce w kwalifikacjach do GP Turcji. Z pole position wystartuje Felipe Massa.

### Koszykówka
- Mistrzostwa Świata w Koszykówce Mężczyzn 2006
  - 1/8 finału: Argentyna – Nowa Zelandia 79:62.
  - 1/8 finału: Turcja – Słowenia 90:84.
  - 1/8 finału: Litwa – Włochy 71:68.
  - 1/8 finału: Hiszpania – Serbia i Czarnogóra 87:75.

### Żużel
- Grand Prix 2006 (GP Czech):
  - Rezerwowy Hans Niklas Andersen po raz drugi wygrał eliminację Grand Prix. Czwarty był Jarosław Hampel, jedenasty Tomasz Gollob a dwunasty Piotr Protasiewicz. Na dwie rundy przed zakończeniem sezonu, tytuł mistrzowski zapewnił sobie Jason Crump.

## 27 sierpnia

### Piłka nożna
- 5. kolejka Orange Ekstraklasy
  - Górnik Łęczna – Wisła Płock 0:0.
  - Lech Poznań – Wisła Kraków 3:3.

### Siatkówka
- Liga Światowa siatkarzy 2006
  - Finał: Francja – Brazylia 2:3 (25:22, 25:23, 22:25, 23:25, 13:15).
  - Mecz 0 3. miejsce: Bułgaria – Rosja 0:3 (20:25, 19:25, 19:25).

### Koszykówka
- Mistrzostwa Świata w Koszykówce Mężczyzn 2006
  - 1/8 finału: Grecja – Chiny 95:64.
  - 1/8 finału: Francja – Angola 68:62.
  - 1/8 finału: Stany Zjednoczone – Australia 113:73.
  - 1/8 finału: Niemcy – Nigeria 78:77.

### Żużel
- 17. kolejka Ekstraligi żużlowej
  - Budlex Polonia Bydgoszcz – Złomrex Włókniarz Częstochowa 55:33
  - Atlas Wrocław – Unia Tarnów 64:26
  - Unia Leszno – Marma Polskie Folie Rzeszów 49:41
  - RKM Rybnik – Adriana Toruń 36:54
- Atlas Wrocław na trzy kolejki przed zakończeniem rozgrywek, zagwarantował sobie zdobycie tytułu drużynowego mistrza Polski.

## 28 sierpnia

### Tenis
- Rozpoczął się nowojorski wielkoszlemowy turniej US Open 2006.
  - Z turniejem po pierwszym meczu pożegnała się Marta Domachowska.

## 29 sierpnia

### Koszykówka
- Mistrzostwa Świata w Koszykówce Mężczyzn 2006
  - Ćwierćfinał: Argentyna – Turcja 83:58.
  - Ćwierćfinał: Hiszpania – Litwa 89:67.

## 30 sierpnia

### Koszykówka
- Mistrzostwa Świata w Koszykówce Mężczyzn 2006
  - Ćwierćfinał: Grecja – Francja 73:56.
  - Ćwierćfinał: Stany Zjednoczone – Niemcy 85:65.

## 31 sierpnia

### Koszykówka
- Mistrzostwa Świata w Koszykówce Mężczyzn 2006
  - Mecz o 5. miejsce: Turcja – Litwa 95:84.
  - Mecz o 7. miejsce: Francja – Niemcy 75:73.